# Республіка Македонія на зимових Олімпійських іграх 2006
Республіка Македонія на зимових Олімпійських іграх 2006 була представлена трьома спортсменами (2 чоловіками і 1 жінкою) у п'ятьох дисциплінах двох видів спорту (гірськолижний спорт та лижні перегони). Прапороносцем на церемонії відкриття був гірськолижник Гьоргі Марковські.
Республіка Македонія втретє взяла участь у зимових Олімпійських іграх. Жодної медалі македонським атлетам здобути не вдалося. Найкращого результату в команді досягла Івана Івчевська — вона була 40-ю у змаганнях жінок зі слалому.

## Спортсмени
| Вид спорту          | Чоловіки | Жінки | Всього |
| ------------------- | -------- | ----- | ------ |
| Гірськолижний спорт | 1        | 0     | 1      |
| Лижні перегони      | 1        | 1     | 2      |
| Усього              | 2        | 1     | 3      |

## Гірськолижний спорт
| Гьоргі Марковські | гігантський слалом, чоловіки | не фінішував | не фінішував | не фінішував | не фінішував | не фінішував | не фінішував |
| Гьоргі Марковські | слалом, чоловіки             | 1:04.03      | не фінішував | не фінішував | не фінішував |              |              |
| Івана Івчевська   | гігантський слалом, жінки    | 1:13.89      | 1:23.47      | 2:37.36      | 40           |              |              |
| Івана Івчевська   | слалом, жінки                | 52.40        | 57.73        | 1:50.13      | 48           |              |              |

## Лижні перегони
| Спортсмен           | Дисципліна                       | Фінал   | Фінал |
| Спортсмен           | Дисципліна                       | Час     | Місце |
| ------------------- | -------------------------------- | ------- | ----- |
| Дарко Дам'яновський | 15 км класичним стилем, чоловіки | 48:33.7 | 84    |